# Ein- und Zweischichtiges Bibliothekssystem
Als Zweischichtigkeit wird im Bibliothekswesen die Trennung eines Bibliothekssystems in eine zentrale Bibliothek und mehrere unabhängige Institutsbibliotheken (bei wissenschaftlichen Bibliotheken) bzw. Stadtteilbibliotheken (bei öffentlichen Bibliotheken) bezeichnet. Während in einem einschichtigen Bibliothekssystem alle Teilbibliotheken einer zentralen Leitung unterliegen, unterstehen in einem dualen oder zweischichtigen Bibliothekssystem die Institutsbibliotheken einzelnen oder mehreren Professoren, Instituten oder einer Fakultät. Teilweise sind sogar weitere Unterteilungen möglich (dreischichtiges Bibliothekssystem, nicht zu verwechseln mit einer dreigliedrigen Bibliothek).

## Geschichte
Die Trennung hat vor allem historische Gründe; so waren die zentralen Universitätsbibliotheken oft Magazinbibliotheken mit Archivfunktion, während die Institutsbibliotheken zumindest für Angehörige des Instituts als Freihandbibliotheken zur Verfügung standen. Inzwischen besteht in den meisten zweischichtigen Bibliothekssystemen zumindest eine Zusammenarbeit, beispielsweise bei der Katalogisierung, so dass auch von einem kooperativem oder koordinierten Bibliothekssystem gesprochen werden kann.
Während der Weimarer Republik erfolgte eine starke Vermehrung und Differenzierung der Lehrfächer und Institute an Universitäten. Um weiterhin die notwendige Literatur ausreichend zur Verfügung zu stellen, mussten die Universitätsbibliotheken auf diesen Strukturwandel reagieren. In einem ersten Schritt wurden Spezialisierungen und Kooperationen im Bibliothekswesen angedacht. Es erfolgte eine funktionale Differenzierung, unterstützt durch die Althoff'schen Bibliotheksreformen. Die Universitätsbibliotheken konnten mit der Zunahme an Literatur ihrer Rolle als Universalbibliothek nicht mehr gerecht werden. Dies führte zu einer wachsenden Anzahl an Instituts- und Seminarbibliotheken neben den Universitätsbibliotheken. Diese Instituts- und Seminarbibliotheken wuchsen mit der Zeit zu beachtlichen Fachbibliotheken. Sie sind üblicherweise sehr stark auf das jeweilige Fachgebiet spezialisiert, da die Literaturauswahl durch den Dozenten anhand der Bedürfnissen des Instituts erfolgte. Die Verwaltung der Bestände erfolgte meist nebenamtlich durch Assistenten oder Studenten. Hier setzte auch die Kritik der Bibliothekare an. So waren die Bestände der Instituts- und Seminarbibliotheken oft nur mangelhaft erschlossen. Darüber hinaus wurden viele Werke mehrfach angeschafft, für die Universitätsbibliothek und für die Institutsbibliothek. Die Dozenten der Institute und Seminare argumentierten, das die Universitätsbibliotheken insgesamt zu schwerfällig seien, die Literaturauswahl erfolge ohne Absprache mit den Dozenten, die Bestände wären überwiegend in Magazinen untergebracht, was die Zugänglichkeit erschwerte. Aus dieser Situation heraus entstand die dualistische Literaturversorgung an Universitäten, das heute sogenannte zweischichtige Bibliothekssystem.
Selbst ein Erlass Friedrich Althoffs im Jahre 1891, der die Koordinierung zwischen Instituts- und Universitätsbibliotheken zum Inhalt hatte, blieb unbeachtet. Das zweischichtige System war Grundlage aller Bibliotheksneugründungen bis weit in die 1970er Jahre hinein.

## Heutiger Stand
Seit den 1970er Jahren erfolgte die Wandlung des zweischichtigen Systems hin zu einer funktionalen Einschichtigkeit. Unterstützt wurde dies vor allem durch die neuen Techniken, die es mittels EDV erlaubten eine Vernetzung zwischen den Institutsbibliotheken und Universitätsbibliotheken vorzunehmen. Ebenfalls konnten nun Gesamtkataloge des ganzen Bibliothekssystems einer Universität erstellt werden. Dies erleichterte die Kooperation im Bestandsaufbau und führte zur Zusammenlegung der Ressourcen, z. B. im Bereich der Erwerbung. Die seit den 1970er Jahren neu gegründeten Universitäten bauten zumeist ein einschichtiges System auf. Mittlerweile werden auch ehemals zweischichtige Systeme auf die Einschichtigkeit umgestellt.